# Ida Hinders
Ida Hinders (1984) è un'ex sciatrice alpina svedese.

## Biografia
Slalomista pura figlia di Lars-Erik, a sua volta sciatore alpino, e  attiva in gare FIS dal gennaio del 2000, in Coppa Europa la Hinders esordì il 1º febbraio 2002 a Lenggries, senza completare la prova, ottenne i migliori piazzamenti il 5 gennaio 2007 a Melchsee-Frutt e il 27 novembre 2008 a Trysil (19ª) e prese per l'ultima volta il via 30 novembre 2009 a Funäsdalen, senza completare la prova. In seguito continuò a prendere parte a gare minori fino al ritiro, avvenuto in occasione di uno slalom speciale FIS disputato a Funäsdalen il 28 aprile 2013 e chiuso dalla Hinders al 7º posto; in carriera non debuttò in Coppa del Mondo né prese parte a rassegne olimpiche o iridate.

## Palmarès

### Coppa Europa
- Miglior piazzamento in classifica generale: 131ª nel 2007

### Campionati svedesi
- 2 medaglie:
  - 1 oro (slalom parallelo nel 2005[2])
  - 1 argento (supercombinata nel 2007)